# Alex Pietrangelo
Alexander Pietrangelo (King City, 18 gennaio 1990) è un hockeista su ghiaccio canadese professionista che gioca nel ruolo di difensore.

## Carriera
Imparentato con l'ex portiere dei Pittsburgh Penguins e del Bolzano Frank Pietrangelo, dalla stagione 2008-2009 gioca per i St. Louis Blues.
Con la nazionale canadese ha vinto l'oro a Soči 2014 ed alla World Cup of Hockey 2016, ed ha inoltre partecipato ai mondiali 2011, in cui la squadra è stata eliminata ai quarti di finale, ma Pietrangelo è stato eletto miglior difensore del torneo.
A livello di club ha portato i St. Louis Blues, di cui è capitano dal 2016, alla vittoria della Stanley Cup 2019, mettendo a segno il gol decisivo in gara 7.

## Palmarès

### Club
- Stanley Cup: 1

St. Louis: 2019

### Nazionale
- Giochi olimpici: 1

Soči 2014
- World Cup of Hockey: 1

2016
- Campionato mondiale di hockey su ghiaccio Under-20: 1

Canada 2009

### Individuale
- NHL Second All-Star Team: 1

2011-2012
- Ontario Hockey League:

First All-Rookie-Team: 2006-2007
Third All-Star-Team: 2006-2007, 2007-2008, 2008-2009, 2009-2010
All-Star Game: 2010
- Canadian Hockey League:

All-Rookie-Team: 2006-2007
Top Prospects Game: 2007-2008
- Miglior difensore del Campionato mondiale di hockey su ghiaccio: 1

Slovacchia 2011
- Miglior difensore del Campionato mondiale di hockey su ghiaccio Under-20: 1

Canada 2010